# Dorfkirche Dörnten

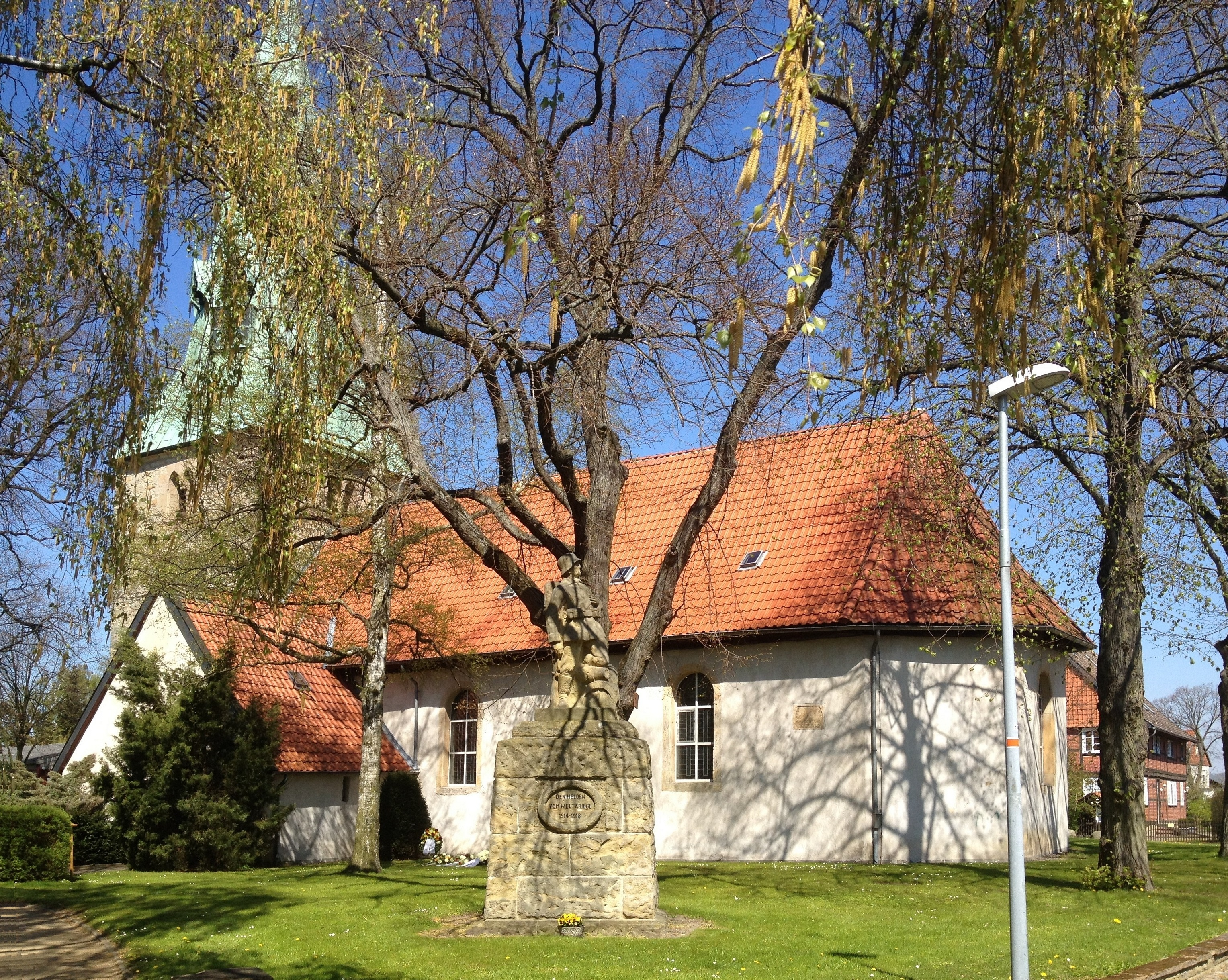
Dorfkirche Dörnten, Südseite, mit Portalvorhalle, Lutherlinde und Kriegerdenkmal

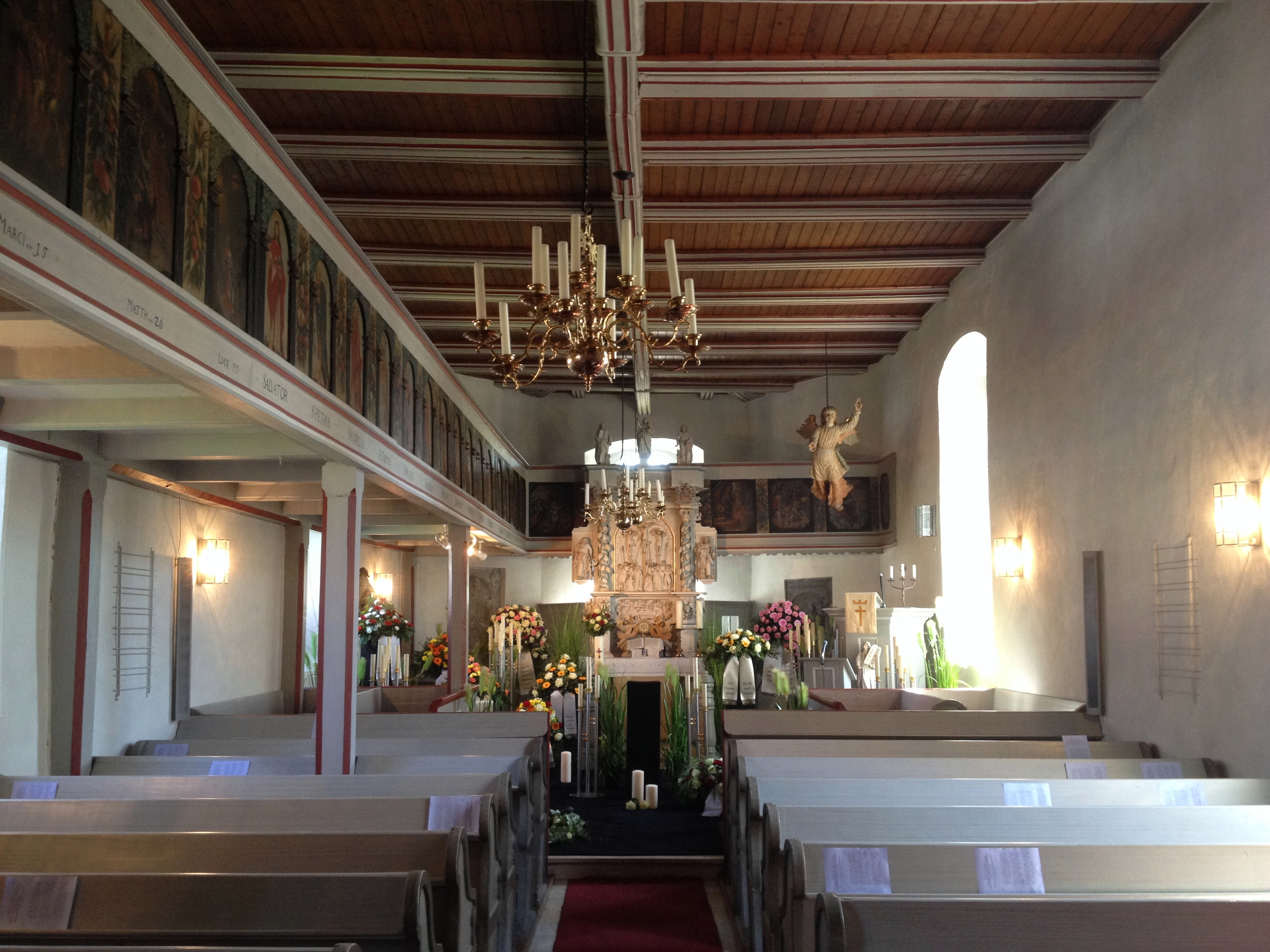
Inneres

Die Dorfkirche Dörnten ist die evangelisch-lutherische Kirche in Dörnten in der niedersächsischen Gemeinde Liebenburg.

## Geschichte und Bau
Die früheste schriftliche Erwähnung Dörntens stammt von 1053. Der Turm der heutigen Kirche ist im Kern vermutlich ein Wehrturm aus dieser Zeit. An ihn wurde Anfang des 12. Jahrhunderts das erste Langhaus angebaut, ein romanischer Bruchsteinbau mit Rundapsis, etwa halb so lang wie das heutige Kirchenschiff. Die Portalvorhalle wurde 1440 angefügt, ursprünglich als Totenkapelle.
Dörnten gehörte im Mittelalter – bis zur Stiftsfehde 1523 – zum Hochstift Hildesheim. Das Kirchenpatronat hatte bis 1322 die Ministerialenfamilie von Dörnten (von Burgdorf), danach das Goslarer St.-Georgs-Stift. Als dessen Gebäude bei den Goslarer Unruhen 1527 zerstört wurden, blieb der Konvent als Rechtskörperschaft bestehen und nahm um die Mitte des 16. Jahrhunderts seinen Sitz im ehemaligen Vorwerk Grauhof. Das Patronatsrecht bestand formell bis zur Säkularisation 1803, auch nachdem Grauhof, seit 1568 lutherisch, nach der Wiederherstellung des Großen Stifts Hildesheim 1643 wieder mit katholischen Augustinern besiedelt wurde. In Dörnten wurde die lutherische Reformation unter braunschweig-lüneburgischer Herrschaft 1568 endgültig eingeführt. Jodokus Brackmann (* 1538), ursprünglich Augustiner-Chorherr in Grauhof, wurde der erste lutherische Propst von Grauhof und der erste lutherische Pastor von Dörnten. Sein Grabstein steht an der linken Schrägwand des Altarraums.
Der Dreißigjährige Krieg und das Versiegen der Patronatsleistungen aus Grauhof nach 1643 führten zum Verfall der Kirche. Ihr Erneuerer wurde Pastor Friedrich Huldreich Rosenberg, der seit den 1670er Jahren bis zu seinem Tod 1726 amtierte. Er begann mit der Reparatur des Turms 1677 und des Langhauses 1681; im selben Jahr stifteten er und seine Frau das Altarretabel. 1712 schließlich ließ er das Kirchenschiff auf die doppelte Länge vergrößern (22 m lichte Länge).
1861 erhielt der Turm einen neuen historisierenden Helm mit acht kleinen Ziergiebeln über den Schalllöchern.

## Ausstattung
Die Kirche besitzt eine vollständige Barockausstattung. Zentrales Stück ist das geschnitzte Altarretabel von 1681, ein Werk von Jobst Heinrich Lessen. Es enthält im Hauptfeld ein Relief der Kreuzigung Christi, darunter das Abendmahl. Die zu diesem gehörige Inschrift Psalm 111,4–5  wurde bei einer Umgestaltung 1962 nach oben versetzt; sie ist flankiert von den Wappen der Stifter, des Pastors Rosenberg und seiner Frau; darüber befindet sich die lateinische Widmungsinschrift. Den Rahmen bilden gedrehte Säulen mit Weinranken sowie die Figuren der vier Evangelisten mit ihren Attributen. Bekrönt wird das Werk vom segnenden Christus mit der Weltkugel.
Der Taufengel von 1644 wurde 1846 gemäß einem landesherrlichen Dekret abgehängt und auf dem Dachboden eingelagert. Im 20. Jahrhundert wurde er restauriert und ist seitdem als Verkündigungsengel ein wesentliches Gestaltungselement des Altarraums.
Die hölzerne Empore ist mit Gemälden Jesu Christi und der Apostel sowie mit biblischen Szenen geschmückt.